# Geneviève Page
Geneviève Page (Paris, 13 de dezembro de 1927 – Paris, 14 de fevereiro de 2025), nascida Geneviève Bonjean, foi uma atriz francesa.

## Filmografia parcial
- Fanfan La Tulipe (1952)
- Tramas de Traição (1956)
- Song Without End (1960)
- O Dia e a Hora (1963)
- Trois Chambres à Manhattan (1965)
- O Adorável Canalha (1966)
- Mayerling (1968)
- Buffet froid (1979)

## Morte
Page morreu no dia 14 de fevereiro de 2025, aos 97 anos.